# تل عثمان (الرقة)
تل عثمان قرية سورية تتبع ناحية الجرنية في منطقة الثورة في محافظة الرقة. بلغ عدد سكانها 2024 نسمة في عام 2004 حسب إحصاء المكتب المركزي للإحصاء.